# Зірка (Звягельський район)
Зі́рка (до 1963 року — Володимирівка) — село в Україні, у Дубрівській сільській територіальній громаді Звягельського району Житомирської області. Населення становить 115 осіб (2001).

## Населення

### Мова
Розподіл населення за рідною мовою за даними перепису 2001 року:
| Мова       | Відсоток |
| ---------- | -------- |
| українська | 100 %    |

## Історія
До 10 серпня 2015 року село входило до складу Дубрівської сільської ради Баранівського району Житомирської області.